# Philonthus decorus
Philonthus decorus är en skalbaggsart som först beskrevs av Johann Ludwig Christian Gravenhorst 1802.  Philonthus decorus ingår i släktet Philonthus, och familjen kortvingar. Arten är reproducerande i Sverige.

## Bildgalleri

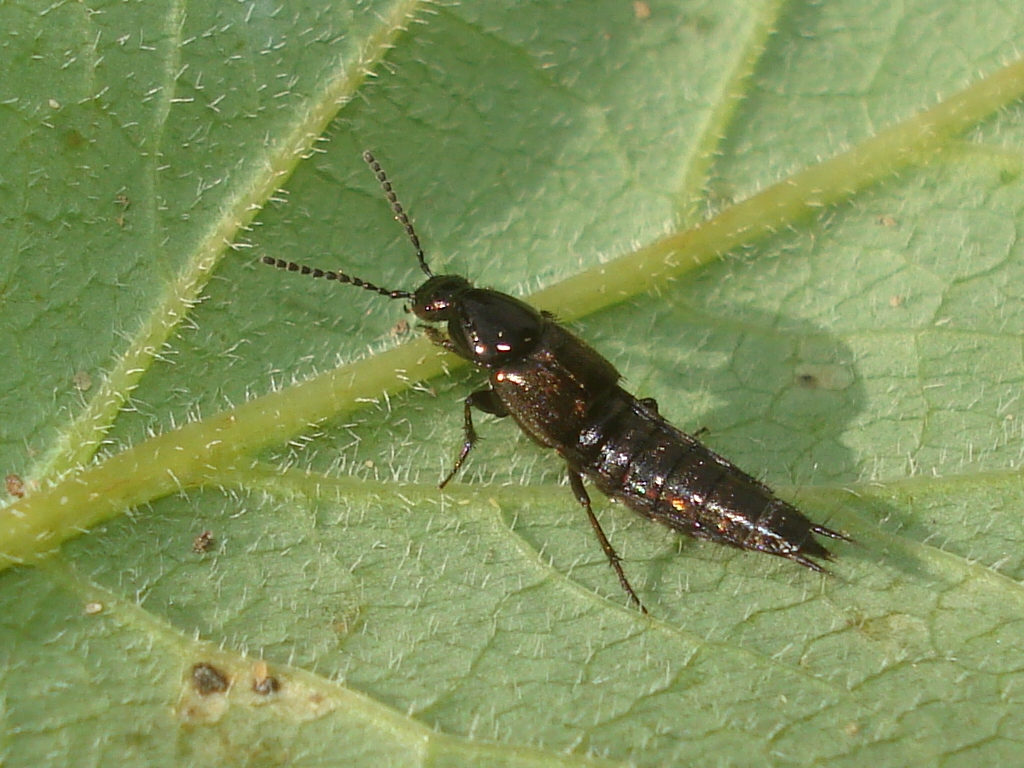
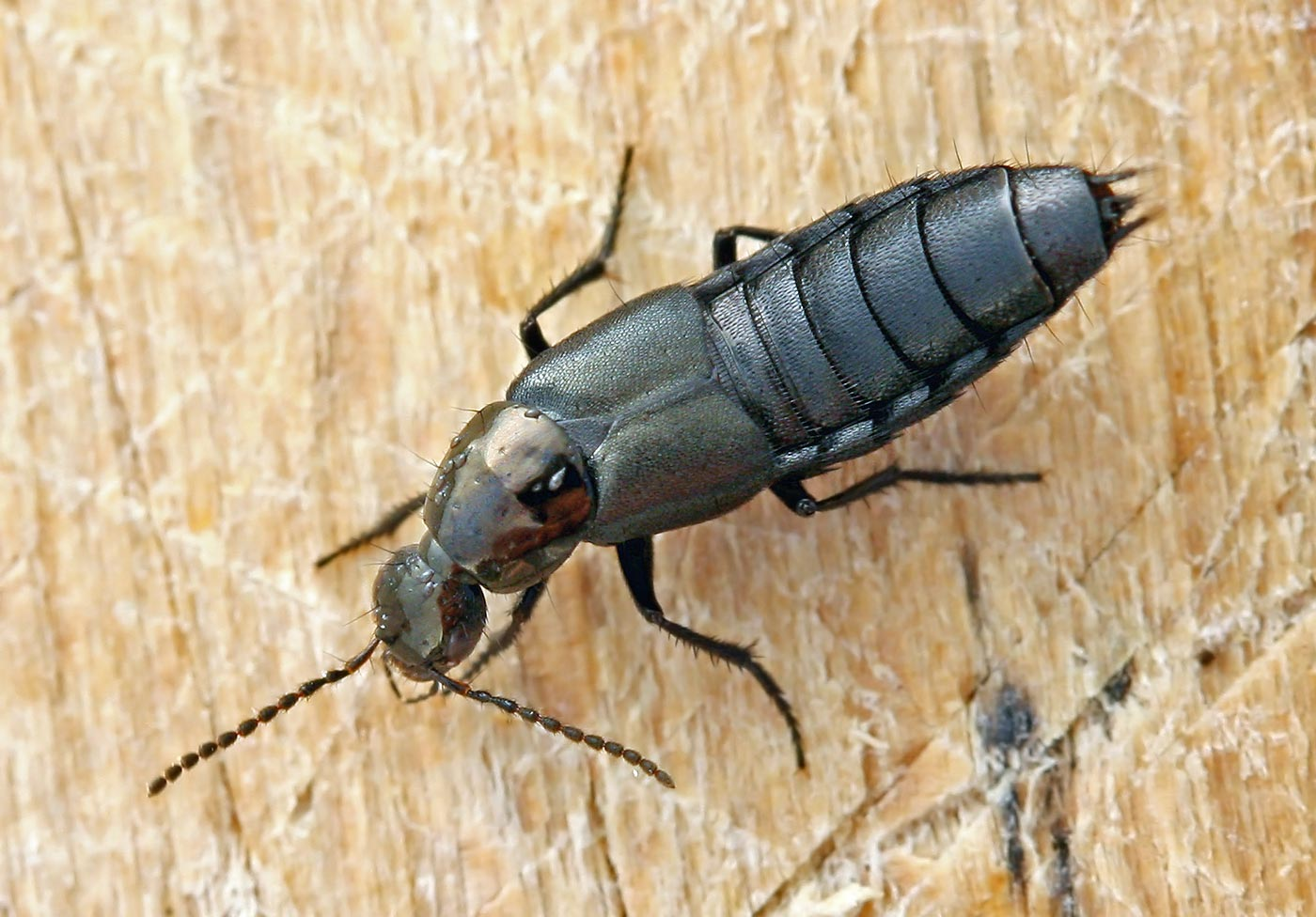